# Pelikan brunatny
Pelikan brunatny (Pelecanus occidentalis) – gatunek dużego ptaka z rodziny pelikanów (Pelecanidae). Występuje na wybrzeżach znacznej części obu Ameryk – na Pacyfiku od południowej Kanady po Peru (oraz na Galapagos), na Atlantyku od północno-wschodnich Stanów Zjednoczonych po Gujanę Francuską. Nie jest zagrożony.

## Systematyka
Po raz pierwszy zgodnie z zasadami nazewnictwa binominalnego gatunek ten został opisany przez Karola Linneusza w 1766 roku w 12. edycji Systema Naturae. Autor nadał mu nazwę Pelecanus occidentalis, która obowiązuje do tej pory. Wyróżnia się 5 podgatunków.

### Etymologia nazwy naukowej i polskiej
Epitet gatunkowy occidentalis oznacza z łaciny „zachodni” (occidens, occidentis – „zachód”).
Jego polska nazwa nawiązuje do ubarwienia piór.

## Charakterystyka

### Morfologia
Wygląd zewnętrzny: Obie płci ubarwione jednakowo, ale samiec nieco większy od samicy. Upierzenie samca i samicy: głowa biała, czoło żółte, szyja kasztanowata, ciało szarobrązowe. Nogi czarne. Dziób szary. Upierzenie młodych: szarobrązowe z białym spodem ciała. Samce poza okresem lęgowym: mniejsza ilość barwy żółtej i ciemniejsza szyja.
Rozmiary:
- Długość ciała – 105–152 cm[5]
- Rozpiętość skrzydeł – 203–228 cm[5]
- Długość dzioba – 28,0–34,8 cm[5]

Masa: ok. 3,5 kg i więcej

### Głos
- Zwykle milczy, czasami kracze. Pisklęta piszczą.

## Występowanie

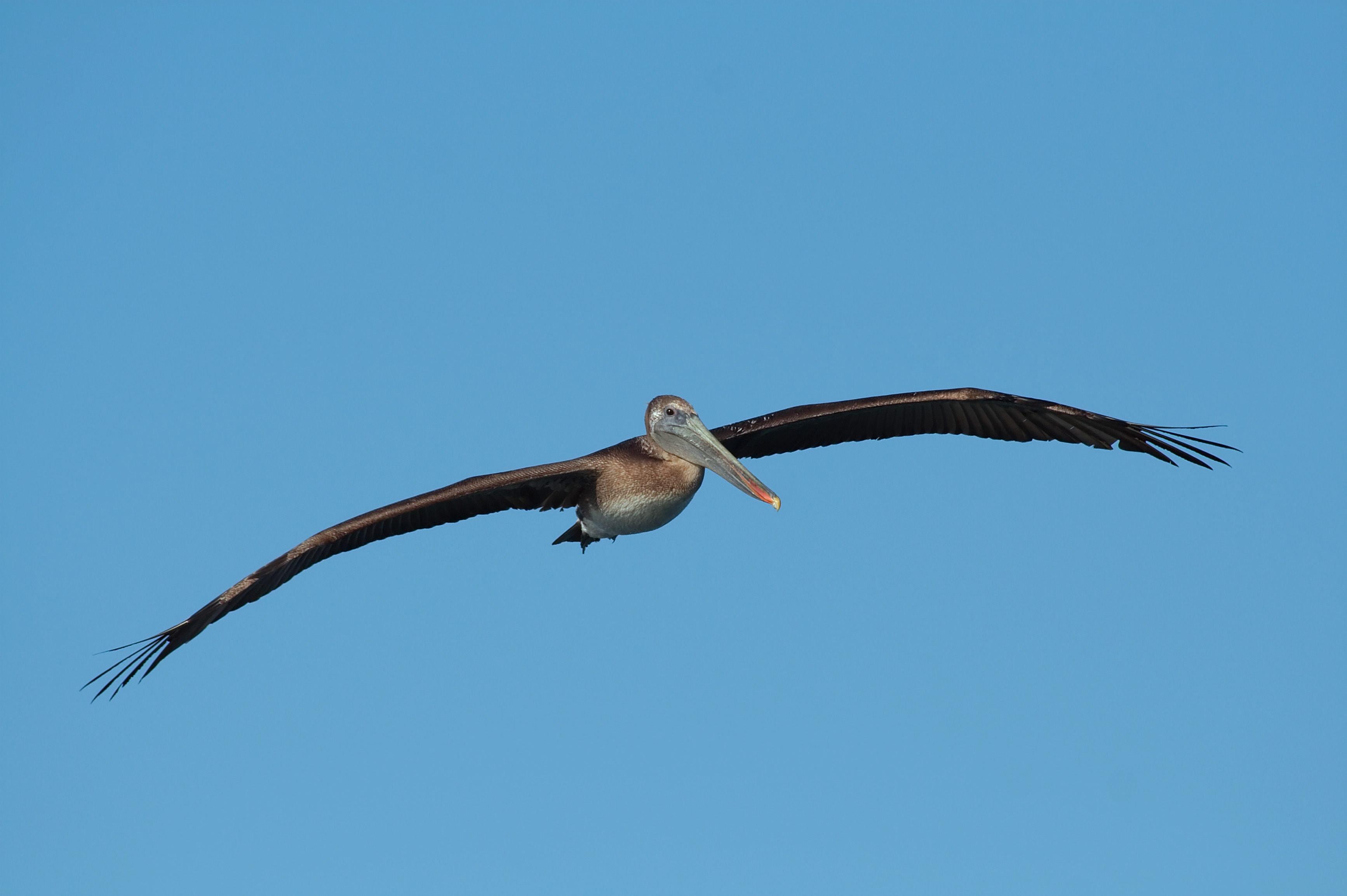
Pelikan brązowy w locie w Santa Barbara

### Środowisko
Najczęściej wybrzeża, urwiska, klify.

### Zasięg występowania
Północną granicę zasięgu występowania wyznacza Kolumbia Brytyjska (Kanada) na zachodzie i północno-wschodnie stany USA na wschodzie, a południową – Peru i Galapagos na zachodzie oraz Gujana Francuska na wschodzie. Sporadycznie spotykany w głębi USA oraz w Chile i Brazylii.

## Pożywienie
Głównie żywi się rybami, czasem padliną.
Rzuca się w locie w dół i nurkuje, nabierając pełny dziób wody z rybami, które następnie odcedza, wypluwając wodę i odlatuje. Mewy często atakują pelikany i starają się je zmusić do wypuszczenia zdobyczy, by same mogły ją złapać (kleptoparazytyzm).

## Tryb życia
Jest to gatunek towarzyski. Poza porą lęgową żyje w stadach liczących ok. 50 ptaków, gromadzących się na wspólny sen i w miejscach, gdzie występują najlepsze ryby.
W porze gniazdowania stada stają się liczniejsze. Często można zaobserwować pelikany brunatne lecące w falistych rzędach, podążające za prowadzącym ptakiem.
Długość życia: ok. 15–25 lat

### Rozród
Sezon lęgowy: Pora lęgowa na północy zasięgu ma miejsce wiosną, w tropikach – w ciągu całego roku, choć szczyt sezonu różni się w zależności od miejsca występowania.
Gniazdo: Gniazdują w dołkach na ziemi lub na drzewach. Gniazda na ziemi są wysłane pierzem i ograniczone niskim kręgiem. Gniazda na drzewach zbudowane są ze źdźbeł i liści trzcin i umiejscowione na małej platformie z gałęzi. Niezależnie od miejsca gniazda, pelikany te gniazdują w koloniach.
Jaja: Z reguły samica składa 3 jaja.
Wysiadywanie: Jaja są wysiadywane przez oboje rodziców. Okres wysiadywania trwa ok. 39 dni.
Pisklęta: Młode wykluwają się nieopierzone, ale już po 2 tygodniach wyrasta im gęsty puch. Rodzice karmią pisklęta na wpół strawionymi resztkami ryb. W pierwszych dniach życia dorosłe ptaki uchylają dziób i zakraplają z niego oleistą ciecz w dzioby młodych. Kiedy małe pelikany podrosną, same wsadzają rodzicom głowy do dzioba. Wychowanie piskląt trwa najczęściej do 9 tygodni.

## Status, zagrożenie i ochrona
Choć pelikan brunatny jest w USA i w innych rejonach pod ochroną, w latach pięćdziesiątych i sześćdziesiątych XX w. jego liczebność spadła w następstwie stosowania pestycydów w rolnictwie. Teraz jednak pelikany tak się rozmnożyły, że globalna populacja tego gatunku nie jest zagrożona.
W Czerwonej księdze gatunków zagrożonych IUCN pelikan brunatny klasyfikowany jest jako gatunek najmniejszej troski (LC, Least Concern). W 2006 roku szacowano liczebność światowej populacji na około 300 tysięcy osobników. Globalny trend liczebności uznawany jest za wzrostowy, choć u niektórych populacji nie jest on znany. 

## Możliwości obserwacji
Zaobserwować go można na wybrzeżach.
Od innych pelikanów odróżnić go można po upierzeniu. Jest jedynym pelikanem, u którego pióra są kasztanowate. Reszta pelikanów jest cała biała lub z niewielką ilością brązu na skrzydłach lub innych częściach ciała.

## Podgatunki
| Wyróżniane podgatunki                              | Wyróżniane podgatunki | Wyróżniane podgatunki |
| -------------------------------------------------- | --- | --------------------- |
| Pelecanus occidentalis occidentalis Linnaeus, 1766 | Podgatunek nominatywny. Lęgi na Karaibach oraz karaibskich wybrzeżach Ameryki Południowej – Kolumbii, Wenezueli aż po Trynidad i Tobago. |                       |
| Pelecanus occidentalis californicus Ridgway, 1884  | lęgi: pacyficzne wybrzeża południowo-zachodnich USA (w tym Kalifornii) oraz północno-zachodniego Meksyku; poza sezonem lęgowym – na północ aż do Kolumbii Brytyjskiej w Kanadzie, na południe po Gwatemalę, rzadziej Salwador                |                       |
| Pelecanus occidentalis carolinensis Gmelin, 1789   | lęgi: wschodnie wybrzeża USA od stanu Maryland na południe, wybrzeża Morza Karaibskiego i Morza Sargassowego, także pacyficzne wybrzeża Hondurasu, Kostaryki i Panamy; poza sezonem lęgowym zasięg rozciąga się od Nowego Jorku po Wenezuelę |                       |
| Pelecanus occidentalis murphyi Wetmore, 1945       | zachodnia Kolumbia i zachodni Ekwador; poza sezonem lęgowym także północne Peru |                       |
| Pelecanus occidentalis urinator Wetmore, 1945      | Galapagos |                       |